# سيباستوبول (كاليفورنيا)
سيباستوبول (بالإنجليزية: Sebastopol)‏ هي إحدى مدن مقاطعة سونوما، كاليفورنيا. تم إعطاءها لقب مدينة في 13 يونيو، 1902.

## أعلام
- ليونارد إس. أونغر
- كارين فالنتاين
- ألبرت جورج ويلسون
- جين سامرز
- غرانت جاكسون